# Нир'ял
Нир'я́л (рос. Ныръял, марій. Ныръял) — присілок у складі Медведевського району Марій Ел, Росія. Входить до складу Нурминського сільського поселення.

## Населення
Населення — 195 осіб (2010; 154 у 2002).
Національний склад (станом на 2002 рік):
- лучні марійці — 92 %